# Charlie Chaplin (reggae)
Pour les articles homonymes, voir Charlie Chaplin (homonymie), Charles Chaplin (homonymie), Chaplin (homonymie) et Bennett.
Charlie Chaplin (de son vrai nom Richard Patrick Bennett) est un chanteur de reggae et de dancehall jamaïcain. Sa carrière a commencé dans les années 1980 quand il participait au sound system Stur-Gav Hi-Fi de U Roy.
Il représente le côté Conscious Rasta du Dancehall des années 1980 par opposition au slackness de Yellowman.

## Biographie
Sa carrière a commencé en 1980 quand il a commencé à travailler avec U-Roy Stur-Gav collective Salut-Fi de. Il est devenu extrêmement populaire dans toute la Jamaïque, mémorable pour son accent mis sur des thèmes culturels et sociaux au lieu des paroles "slack" (rugueuses, violentes). qui étaient populaires à l'époque. Sa popularité en tant qu'interprète live a incité Roy Cousins à produire des sessions d'enregistrement avec le jeune DJ. Le premier album de Chaplin était Charlie Chaplin (1982), produit par les Cousins. Plusieurs albums suivront pour le producteur au cours des trois prochaines années.
Le contraste entre les paroles de "culture" de Chaplin et les autres grands DJs de la journée a conduit à l'album "clash" de 1984 avec Yellowman Slackness Vs Pure Culture.
Que Dem (1985) a été produit par George Phang et il a continué à enregistrer, en travaillant avec Bunny Roots, Josey Wales, Sly & Robbie, Henry "Junjo" Lawes, Roots Radics et Doctor Dread.
En 2013, Bennett a reçu l' Ordre de distinction du gouvernement jamaïcain. 
Bennett a créé son propre label, Crown Production, sur lequel il a publié sa propre musique. Un album, Armageddon, devrait sortir à l'été 2016.

## Discographie
- 1981 - Red Pond
- 1982 - Face To Face
- 1984 - Fire Burn Them Below (Powerhouse)
- 1985 - Que Dem (Powerhouse)
- 1985 - Free Africa (Powerhouse)
- 1985 - Dancehall Rockers
- 1987 - The Negril Chill (avec Yellowman)
- 1989 - Two Sides Of Charlie Chaplin
- 1990 - Take Two !
- 1990 - 20 Super Hits
- 1991 - Cry Blood
- 1997 - Ras Portraits
- 2006 - DJ Roll Call